# BMW 018
BMW 018 (RLM 識別符号 BMW 109-018) はBMW AGによって計画されたドイツの初期の軸流式ターボジェットエンジンである。
018の設計は1940年に開始された。全体的に003に似ているが12段の軸流式圧縮機と3段のタービンを備え、推力は3,500 kg (7,700 lb)である。
第二次世界大戦の終結までに完成しなかった。

## 仕様
一般的特性
- 形式: 軸流式
- 全長: 4.19 m (165 in)
- 直径: 125.2 cm (49.3 in)
- 乾燥重量: 2,295 kg (5,060 lb)

構成要素
- 圧縮機: 12段
- 燃焼器: アニュラ型
- タービン: 3段

性能
- 推力: 3,500 kg (7,700 lb)
- 出力重量比:

出典: Christopher, John.  The Race for Hitler's X-Planes (The Mill, Gloucestershire:  History Press, 2013), p.74.